# Monumento a la Liberación Gay
El Monumento a la Liberación Gay (Gay Liberation Monument) es un monumento que presenta la escultura Liberación Gay (Gay Liberation) del artista estadounidense George Segal, ubicada en Christopher Park a lo largo de la calle Christopher en la sección West Village de Manhattan, Nueva York. Ubicada en el extremo norte del parque, la instalación de arte conmemora los disturbios de Stonewall y presenta cuatro figuras (dos hombres de pie y dos mujeres sentadas) posicionadas en poses "naturales y fáciles". Las estatuas de bronce están cubiertas de laca blanca, fundida en 1980 a partir de moldes de yeso de modelos humanos. Dos bancos estilo "Feria del Mundo" y una placa también forman parte del monumento. Fue dedicado el 23 de junio de 1992 y forma parte del Monumento Nacional Stonewall. 

## Historia
La escultura fue encargada originalmente en 1979 (décimo aniversario de Stonewall) por el Fondo Mildred Andrews, con sede en Cleveland. La comisión especificó que el trabajo debía instalarse en terrenos públicos y que "tenía que ser amoroso y afectuoso, y mostrar el afecto que es el sello distintivo de las personas homosexuales... Y tenía que tener la misma representación de hombres y mujeres". Se completó en 1980 y fue la primera obra de arte pública dedicada al movimiento de liberación LGBT. Estaba destinado a la instalación en Nueva York, pero resultó demasiado controvertido para la ciudad. En su lugar, se instaló en Orton Park en Madison, Wisconsin, de 1986 a 1991. La instalación de Madison fue financiada por la Fundación New Harvest. Finalmente se mudó a Nueva York en 1992. Después de mudarse, una de las veteranas de Stonewall, Marsha P. Johnson, comentó:

"How many people have died for these two little statues to be put in the park to recognize gay people? How many years does it take for people to realize we're all brothers and sisters in the human race? We're all in this rat race together."
"¿Cuántas personas han muerto por estas dos pequeñas estatuas que se colocaron en el parque para reconocer a las personas homosexuales? ¿Cuántos años le toma a la gente darse cuenta de que todos somos hermanos y hermanas en la raza humana? Todos estamos en esta carrera de ratas juntos".

En agosto de 2015, activistas anónimos pintaron dos caras marrones de las figuras para protestar por la forma en que las estatuas "hacen un lavado de cara blanco y cisgénero de un movimiento liderado por gente queer y trans negra y marrón" ("white- and cis-wash a movement led by black and brown queer and trans people").

## Universidad de Stanford
Una copia de la obra estaba destinada a Los Ángeles, pero también fue rechazado por la ciudad. En 1984 se instaló en el Quad principal de la Universidad de Stanford como un "préstamo a largo plazo". La escultura fue destrozada varias veces durante los primeros diez años, pero finalmente se convirtió en una parte aceptada del arte público de Stanford.